# Államok vezetőinek listája 757-ben
Ezen az oldalon az i. sz. 757-ben fennálló államok vezetőinek névsora olvasható földrészek, majd országok szerinti bontásban.

## Európa
- Asztúriai Királyság
  - Király: I. Alfonz (739–757)
  - Király: I. Fruela 757–768)

- Bizánci Birodalom
  - Császár: V. Kónsztantinosz (741–775)

- Bolgár Kánság
  - Kán: Vineh (756–761)

- Córdobai Emirátus
  - Emír: I. Abd al-Rahmán (756–788)

- Frank Birodalom
  - Király: Kis Pippin (751-768)
  - Bajor Hercegség
    - Herceg: III. Tassilo (748-788)

- Longobárd Királyság
  - Király: Ratchis (756–757)
  - Király: Desiderius (757–774)
  - Beneventói Hercegség
    - Herceg: Liutprand (751–758)

  - Friuli Hercegség
    - Herceg: Péter (751–774)

  - Spoletói Hercegség
    - Herceg: Alboin (757–759)

- Velencei Köztársaság
  - Dózse: Domenico Monegario (756–764)

### Britannia
- Dál Riata
  - Király: Aed (739–778)

- Essexi Királyság
  - Király: Swithred (746–kb. 760)

- Gwynedd
  - Király: Caradog ap Meirion (754–798)

- Kelet-angliai Királyság
  - Király: Beonna, I. Æthelberht (és Hun?) (749–760)

- Kenti Királyság
  - Király: Eardwulf (748–kb. 760) és II. Æthelberht (725–762)

- Mercia
  - Király: Æthelbald (716–757)
  - Király: Beornred (757)
  - Király: Offa (757–796)

- Northumbria
  - Király: Eadberht (737–758)

- Piktek
  -     - Király: I. Óengus (729–761)

- Strathclyde
  - Király: III. Dumnagual (754–760)

- Wessexi Királyság
  - Király: Sigeberht (756–757)
  - Király: Cynewulf (757–786)

## Ázsia
- Abbászida Kalifátus
  - Kalifa: al-Manszúr (754–775)

- Ibériai Királyság
  - Király: III. Adarnész (748–760)

- India
  - Anuradhapura
    - Király: VI. Aggabódhi (741–781)

  - Csálukja Birodalom
    - Király: II. Kirtivarman (746–757)

  - Karkota-dinasztia
    - Király: Lalitaditja (723–760)

  - Pallava
    - Király: II. Nandivarman (710–775)

  - Pándja-dinasztia
    - Király: I. Maravarman Radzsaszimha (735–765)

  - Rástrakúta-dinasztia
    - Király: I. Krisna (756–774)

- Japán
  - Császárnő: Kóken (749–758)

- Kína (Tang-dinasztia)
  - Császár: Tang Szu-cung (756–762)

- Korea
  - Silla
    - Király: Kjongdok (742–765)

  - Palhe
    - Király: Mun (738–794)

- Tibet
  - Király: Triszong Decen (755–796)

- Ujgur Kaganátus
  - Kagán: Bajancsur (747-759)

## Afrika
- Akszúmi Királyság
  - Akszúmi uralkodók listája

## Amerika
- Copán
  - Király: K'ak' Yipyaj Chan K'awiil (749–763)
- Palenque
  - Király: III. K'inich Kan Bahlam (751–764)
- Tikal
  - Király: Yik’in Chan K’awiil (734–766)

## Egyházfő
- Pápa: II. István (752–757)
- Pápa: I. Pál (757-767)
- Konstantinápolyi pátriárka: II. Kónsztantinosz (754–766)

## Fordítás
- Ez a szócikk részben vagy egészben  a   Liste der Staatsoberhäupter 757 című német Wikipédia-szócikk ezen változatának fordításán alapul.  Az eredeti cikk szerkesztőit annak laptörténete sorolja fel. Ez a jelzés csupán a megfogalmazás eredetét és a szerzői jogokat jelzi, nem szolgál a cikkben szereplő információk forrásmegjelöléseként.